# MIAG

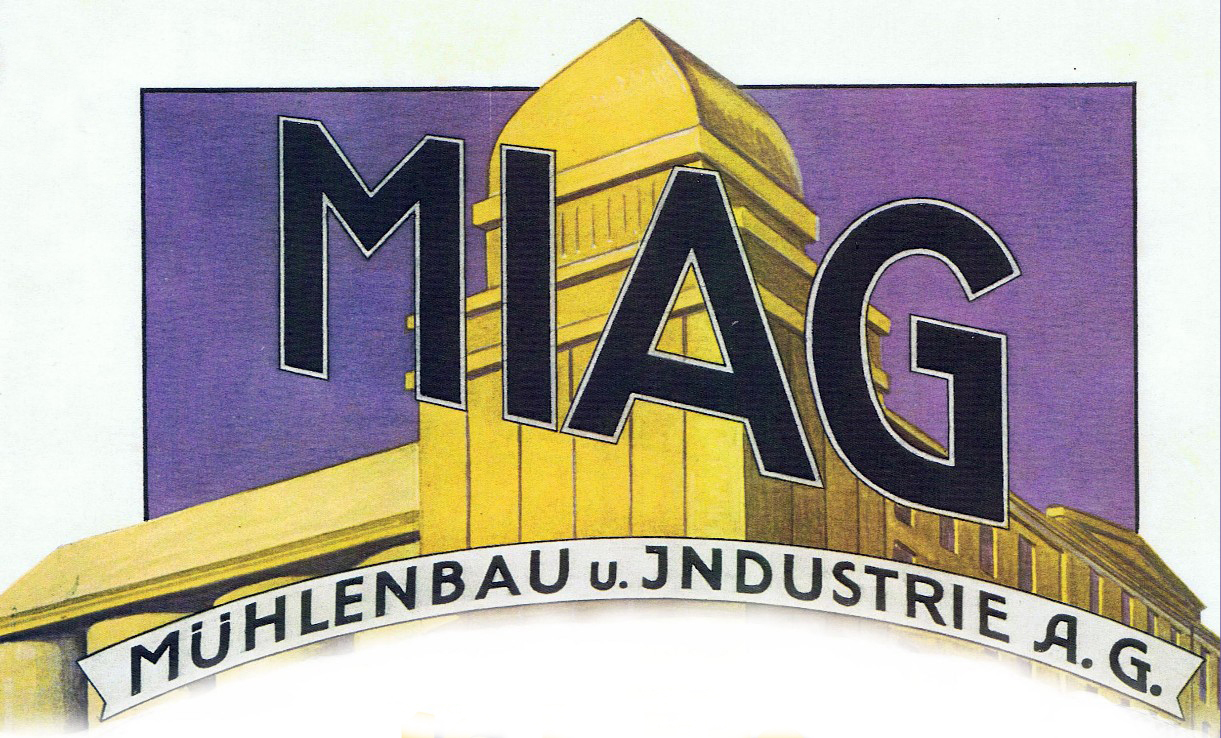
Логотип фирмы MIAG

МИАГ (нем. MIAG, сокр от. Mühlenbau und Industrie Aktiengesellschaft) — бывшая машиностроительная компания из Брауншвейга, Германия, в 1972 году была приобретена компанией Gebrüder Bühler в Узвиле, Швейцария.
Компания была основана во Франкфурте-на-Майне в 1925 году в результате слияния базирующейся там Hugo Greffenius AG с четырьмя другими производителями зерновых мельниц:
- Mühlenbauanstalt und Maschinenfabrik vorm. Gebrüder Seck — Дрезден-Зшахвиц, основанная в 1873 году
- Maschinenfabrik für Mühlenbau, vorm. C.G.W. Kapler Akt.Ges. — Берлин, основан в 1875 г.
- G. Luther, Maschinenfabrik und Mühlenbau (Luther-Werke) — Брауншвейг, основано в 1875 г.
- Braunschweigische Mühlenbauanstalt Amme, Giesecke & Konegen (AGK) — 1895 г. основаны бывшими сотрудниками Luther-Mitarbeitern Эрнста, Карла Гизеке и Юлиуса Конегена.

## История
Х. Греффениус, владелец одноимённой Франкфуртской Mühlenbauanstalt (бывшей Simon-Bühler-Baumann), приобрел большую часть акций четырёх других упомянутых выше компаний с помощью некоторых банков в 1921 году. Первоначально во Франкфурте была основана компания под названием Mühlenbau- und Industrie AG, которая в 1922 году была переименована в MIAG Mühlenbau und Industrie AG. Общая сфера интересов была сформирована между MIAG и пятью компаниями в 1923 году, в которой были согласованы взаимное использование патентов, территориальных подразделений и т. д. пять компаний оставались самостоятельными до слияния всех компаний в 1925 году. В последующие годы произошла полная реорганизация и рационализация. Головной офис с администрацией и строительством переехал в Брауншвейг, производство было разделено (Валковые мельницы в Дрезден, рассевы в Брауншвейг). После выполнения заказа в 1927 году заводы в Берлине и Франкфурте были закрыты. Но после этого бизнес снова оживился, и в Брауншвейге и Дрездене количество сотрудников было увеличено с 1000 до 6861. В этот период также появились первые машины MIAG, новые конструкции, в которых объединились ноу-хау и патенты всех предыдущих компаний.
Мировой экономический кризис 1930 не прошел MIAG на пользу. Произошли массовые увольнения, количество сотрудников сократилось примерно до 4000. Эрнст Амме умер во время командировки на Дальнем Востоке. В 1934 году Roßstraße была переименована в Ernst-Amme-Straße и, как пристройку, на Julius-Konegen-Straße. После захвата власти нацистами в 1933 году произошли жестокие столкновения между различными политическими направлениями. Десять профсоюзных деятелей, четверо из которых были членами МИАГ, были убиты нацистами. Количество сотрудников упало до примерно 3500. Lutherwerk был почти полностью остановлен. Ганс Лерх, выходец из Hanomag в Ганновере, в 1935 году приобрел большую часть акций и стал генеральным директором. Территория Ammewerk была значительно расширена за счет покупки земли. Компания получила крупные госконтракты. Для этого завод Lutherwerk был повторно активирован. Стефан Лютер, который ранее был директором Seck в Дрездене, стал коммерческим директором, а Вальтер Джордан техническим директором. Заводу была предоставлена определенная степень независимости. Увеличился товарооборот, к 1937 году общая численность персонала увеличилась до 8000 человек.
Во время Второй мировой войны МИАГ участвовал в программе по производству штурмовых орудий и легких истребителей танков . Директор компании Эрнст Блайхер, один из членов SS, активно сотрудничал с SS. В течение 1944 года два завода MIAG были выбраны в качестве целей для бомбардировки в Брауншвейге, где производились части для истребителей Messerschmitt Bf 110. 76 американских самолётов должны были атаковать эти заводы. Когда самолёты пролетали над Брауншвейгом, облачность над городом была слишком высокой, так что большая часть бомб упала на жилые районы города и другие компании, но только несколько бомб упали на заводы MIAG. В результате нападения в Брауншвейге погибли 110 человек, а 2000 остались без крова. Рабочие из концлагерей были использованы в создании танков на MIAG-Mühlenbau. Для этого на территории компании был создан иностранный трудовой лагерь. По статистике за январь 1945 года, на принудительных работах было 1 097 человек.
Lutherwerk полностью покинула MIAG в 1941 году и действовала под названием Luther & Co. GmbH. В 1944 году завод был разрушен на 90 % прицельной бомбардировкой. Стефан Лютер скончался в результате тяжелого ранения. После войны завод был разобран и уцелевшие оборудования конфисковано англичанами. Лишь в 1950 году при У. Джордане возобновилось производство товаров народного потребления, автомобильных прицепов и т. д. Производство мельниц было прекращено. В 1979 году завод обанкротился и был полностью остановлен в 1980 году. В 1945 году Ammewerk также был сильно поврежден бомбами, 55-70 % его было разрушено. Завод избежал демонтажа благодаря умелому маневрированию руководства. Немедленно началась реконструкция разрушенного завода, а также отделов продаж и зарубежных агентств.
Когда в 1958 году Х. Лерх внезапно скончался, вдова Мэри Лерх взяла на себя право управлением компанией. Компания управлялась менеджментом из пяти человек. Бывшее отделение медсестер в Буэнос-Айресе было выкуплено и переименовано в MIAG Argentina. В последующие годы было открыто множество других зарубежных филиалов, например. Частично с собственными фабриками, основанными (в том числе в Сан-Паулу, Мальмё, Куала-Лумпуре, Париже, Милане, Торонто, Токио, Йоханнесбурге). В 1960 году численность персонала составляла около 4300 человек. В конце 1960-х годов произошло падение продаж, и к 1972 году численность персонала упала примерно до 3300 человек. В сентябре 1972 года все акции MIAG, включая одиннадцать дочерних компаний, были приобретены Bühler Konstanz, немецкой дочерней компанией Bühler в Уцвиле, Швейцария. Изначально хозяйственная деятельность продолжалась без изменений.
С 1973 года новое название завода в Брауншвейге и всех иностранных компаний стало BÜHLER-MIAG. Модельный ряд машин обоих компаний был скорректирован, и продажи по всему миру были объединены. Частично устаревшее производство в Брауншвейге модернизировано за счет значительных инвестиций.

### Производство коммерческих автомобилей
MIAG также производила электромобили в Билефельде с 1936 по 1938 год. Производство электромобилей было перенесено на бывший завод Röhr Auto AG в Обер-Рамштадте в 1937 году . Здесь до войны строили автопогрузчики и автокраны. Кроме того, был изготовлен сельскохозяйственный трактор типа LD20 с 2-цилиндровым дизельным двигателем. Лишь в 1950 году был снова произведен транспортёр грузоподъемностью 2 тонны с двигателем мощностью 25 л. с. от VW Beetle. Поскольку завод Volkswagen в 1950 году выпускал VW T1 вывел его на рынок как собственный фургон и не хотел продолжать поставки конкурирующим компаниям, MIAG впоследствии пришлось использовать двухцилиндровый двигатель (MWM KD 15 Z и MWM KD 115Z от Motoren-Werke Mannheim). Продажи были невысокими, и через год производство было остановлено. До 1980-х годов группа Bühler по-прежнему производила крановые системы для шасси грузовых автомобилей.
В 1983 году производство автомобилей Bühler-MIAG GmbH было выделено в MIAG Fahrzeugbau GmbH. Эта компания по-прежнему производит вилочные погрузчики и промышленные погрузчики в Брауншвейге.

### Горное оборудование
Есть свидетельства того, что для шахты Preussag в Клаустале было построено два, а возможно, и три аккумуляторных локомотива. Машины, вероятно, хорошо зарекомендовали себя, так как после закрытия шахт Клаусталя они были переданы шахтам Grund и Bergwerkwohlfahrt и только в конце 1940-х заменены более мощными машинами стандартного типа EL9.